# Полиграф
Полиграф је апарат који може истовремено да бележи више физиолошких процеса у организму (крвни притисак, пулс, брзину дисања, психогалвански рефлекс). Када се једна варијанта полиграфа користи у истражном поступку, онда се тај апарат назива детектор лажи. Судска пракса га не прихвата као валидан доказ, иако се у пракси све чешће користи нарочито у компликованим процесима.